# Szárász
Szárász é um município da Hungria, situado no condado de Baranya. Tem 5,98 km² de área e sua população em 2019 foi estimada em 27 habitantes.